# Julian Schmitz
Julian Schmitz, (Nova Jérsei, 15 de setembro de 1881 - desc.) foi um ginasta que competiu em provas de ginástica artística pelos Estados Unidos.
Schmitz, em 1904, nos Jogos Olímpicos de St. Louis, fez parte da equipe norte-americana New York Turnverein. Junto aos companheiros Otto Steffen, Emil Beyer, Max Wolf, John Bissinger e Arthur Rosenkampf, conquistou a medalha de prata por equipes, após superar e ser superado por um time dos Estados Unidos.